# Raon-l'Étape
Raon-l'Étape é uma comuna francesa na região administrativa de Grande Leste, no departamento de Vosges. Estende-se por uma área de 23,71 km². Em 2010 a comuna tinha 6 442 habitantes (densidade: 271,7 hab./km²).